# Wallace West
Wallace George West (geboren am 22. Mai 1900 in Walnut Hills, Kentucky; gestorben am 8. März 1980 in Shelby, Michigan) war ein amerikanischer Science-Fiction- und Horror-Autor.

## Leben
Wests Vater war Colonel William West, seine Mutter Anna Pauline, geborene Scott. Er studierte an der Butler University in Indianapolis, wo er 1924 den Bachelor erwarb und schloss dort 1925 mit einem Bachelor in Rechtswissenschaft der Indiana Law School ab. Nach seinem Studium eröffnete er mit einem Partner ein Anwaltsbüro, gab das jedoch bald auf und arbeitete in verschiedenen Berufen, darunter Farmer und Friseur. Schließlich wandte er sich dem Journalismus zu und arbeitete für United Press in Südamerika, war Nachrichtenredakteur bei ABC, NBC und Mutual und in der Öffentlichkeitsarbeit von Paramount Pictures und CBS. Während des Zweiten Weltkriegs arbeitete er als Assistent des Abteilungsleiters für Rundfunkzensur im U.S. Office of Censorship. Von 1947 an war er Experte für Luft- und Wasserverschmutzung am American Petroleum Institute, von 1968 wirkte er als Berater für Fragen der Luftverschmutzung für die Air Pollution Control Administration des U.S. Public Health Service.
Wests erste Veröffentlichung war Static in der Septemberausgabe von Sea Stories Magazine, sein erster Beitrag zur Weird Fiction war die Werwolfgeschichte Loup-Garou, Oktober 1927 in Weird Tales erschienen und seine erste Science-Fiction-Story war The Last Man in Amazing im Februar 1929. Im Lauf der folgenden fünf Jahrzehnte schrieb West über 60 Kurzgeschichten und sechs Romane, von denen ein erheblicher Teil Fix-ups zuvor erschienener Kurzgeschichten sind. Zwei Erzählungen Wests liegen auch in deutscher Übersetzung vor.
Außerdem schrieb er zwei Tie-ins zur Cartoonserie Betty Boop und eine Romanfassung zur Paramount-Verfilmung von Lewis Carrolls Alice im Wunderland von 1933, die in der Buchreihe der Big Little Books erschienen, sowie einige Sachbücher.
1928 hatte West Claudia M. Weyant geheiratet. Die Ehe blieb kinderlos. 1980 ist West im Alter von 79 Jahren gestorben.

## Bibliografie
Bird of Time (Kurzgeschichtenserie)
Erdenmensch Bill Newsome und die marsianische Vogelfrau Yahna erleben dramatische und manchmal komische Abenteuer in einem Krieg der Welten. Der Roman von 1959 ist ein Fix-up der Kurzgeschichtenserie.
- En Route to Pluto (1936)
- The Lure of Polaris (1949)
- The Bird of Time (1952)
- Captive Audience (1953)
- The Bird of Time (1959, Roman)

Great Legend / Lords of Atlantis (Kurzgeschichtenserie)
In prähistorischer Zeit existiert auf dem Boden des ausgetrockneten Mittelmeeres eine marsianische Kolonie, später bekannt als Atlantis, die vom Einschlag eines Kometen bedroht ist. Deren Herrscher und Wissenschaftler werden nach dem Untergang von Atlantis zu den Göttern des griechischen Pantheons. Der Roman von 1960 ist ein Fix-up der Kurzgeschichtenserie.
- Thy Days Are Numbered! (1952)
- They Shall Rise (1952)
- We Will Inherit … (1952)
- … And Found Wanting (1952)
- Lords of Atlantis (1960, Roman)

Romane
- The Dark Tower (1951, auch als The Memory Bank, 1961)

Durch die Speicherung von Erinnerungen in der „Gedächtnisbank“ gewinnen die nach Zerstörung der Erde auf Planeten des Centauri-Systems geflüchteten Menschen eine Art von Unsterblichkeit. Nun ist diese bedroht.
- River of Time (1963)

Zeitreiseroman, in der vier Studenten in die Zeit des Römischen Reichs zurück reisen, um dessen Untergang zu verhindern.
- The Time-Lockers (1964)
- The Everlasting Exiles (1967)

Sammlung
- Outposts in Space (1962)
  - Deutsch: Vorposten im All. Pabel (Utopia Zukunftsroman #401), 1964.

Kurzgeschichten
- Static (1926)
- Loup-Garou (1927)
- The Incubator Man (1928)
- The Last Man (1929)
- The Empty Road (1930)
- The Last Incarnation (1930)
- Moon Madness (1931)
- The Laughing Duke (1932)
- Plane People (1933)
- The End of Time (1933)
- Dragon’s Teeth (1934)
- The Retreat from Utopia (1934)
- The Phantom Dictator (1935)

Handelt von den Möglichkeiten und Gefahren subliminaler Botschaften, wenn sie für unterschwellige Werbung, Propaganda und Manipulation eingesetzt werden, über zwanzig Jahre vor Vance Packards Die geheimen Verführer.
- En Route to Pluto (1936)
- Superman, Ltd. (1937)
- Sculptors of Life (1939)
- Outlaw Queen of Venus (1944)
- The Tanner of Kiev (1944)
- The Cannonball Road (1945)
- The Lure of Polaris (1949)
- Nocturne (1950)
- The Weariest River (1950)
- No War Tomorrow (1951)
- The Belt (1951)
- The Everlasting Exiles (1951)
- No War Tomorrow (1951)
- …And Found Wanting (1952)
- They Shall Rise (1952)
- Thy Days Are Numbered! (1952)
- We Will Inherit… (1952)
- The Bird of Time (1952)
- Eddie for Short (1953)
- Listen, Children … Listen! (1953)
- Siren Song (1953)
- Captive Audience (1953)
- Methuselah, Ltd. (1953, mit Richard Barr)
- Rubberneck (1953, mit Richard Barr)
- Timber (1953, mit Richard Barr)
- Moon Dance (1954)
- The Disenchanted (1954, mit John Hillyard)
- Bread Upon the Waters (1955)
- Scoops Gets the Birdie (1955)
- Second Harvest (1955)
- Voyage to Nowhere (1955) 
  - Deutsch: Vorstoß ins Nichts. In: Walter Ernsting (Hrsg.): Utopia-Sonderband, #2. Pabel 1956.
- Labor of Love (1956)
- The Time-Lockers (1956)
- A Better Mousetrap (1957)
- BEMA (1957)
- Traffic Jimjams at Laurel Creek (1957)
- Haunted Centennial (1958)
- The Curse of the Cliff Dwellers (1958)
- Blow That Horn of Plenty (1959)
- Heinrich (1961)
- Dawningsburgh (1962)
- Outlaw (1962)
- A Thing of Beauty (1963)
- Glimpses of the Moon (1965)
- Sacrilege (1965)
- Dust (1967)

Eine 1935 verfasste Geschichte über Umweltzerstörung, die ihrer Zeit so weit voraus war, dass sie seinerzeit von den Magazinherausgebern abgelehnt wurde und erst Jahrzehnte später erscheinen konnte.
- The Last Filibuster (1967)
- Leasehold (1978)

Sonstiges
- Alice in Wonderland (1934, nach Lewis Carroll)
- Betty Boop in Snow-White: Assisted by Bimbo and Ko-Ko (1934)
- Betty Boop in “Miss Gulliver’s Travels” (1935)